# Kepler-10
Kepler-10 is een ster in het sterrenbeeld Draak op ongeveer 608 lichtjaar afstand. De ouderdom van de ster wordt geschat op 11,9 miljard jaar. De ster heeft ten minste één kleine, rotsachtige planeet, Kepler-10b, ontdekt na acht maanden observatie en aangekondigd op 10 januari 2011.  Zij staat dicht bij Kepler-10 en heeft een omwentelingstijd van 0,8 dagen. Zij heeft de dichtheid van ijzer.  De tweede planeet, Kepler-10c,  werd bevestigd 23 mei 2011 door de Spitzer Space Telescope.  Deze heeft een omwentelingstijd van 42,3 dagen en is tweemaal zo groot als onze aarde. Zij heeft wel een grotere dichtheid.  
Niettegenstaande de Kepler-10 iets minder zwaar is dan de zon, is ze toch iets groter.  Daardoor is ze ook wat koeler dan de zon. Met haar leeftijd van 10,4 miljard jaar is ze 2,6 maal ouder dan onze zon. 

## Nomenclatuur en geschiedenis
Kepler-10 wordt zo genoemd omdat het het tiende planetenstelsel is dat waargenomen werd met het Kepler Space Observatory.  Het werd ontdekt door metingen van de transit.  Dit is het verschijnsel waarbij de lichtsterkte van een ster vermindert doordat een van haar planeten zich tussen de ster en de aarde verplaatst.  Deze lichtvermindering werd dan door de Keplersatelliet waargenomen.  Na gedurende acht maanden (van mei 2009 tot januari 2010) de ster waar te nemen werd Kepler-10b bevestigd als de eerste rotsachtige planeet die werd waargenomen door de Keplersatelliet.

## Eigenschappen
Kepler-10 is van spectraalklasse G.   De massa bedraagt 0,895 (± 0,06) zonnemassa's.  Zij is 11,9 miljard jaar oud.  De effectieve temperatuur bedraagt 5627 K (± 44).  De zon is 4,6 miljard jaren oud en heeft een temperatuur van 5778 K. Het Kepler-10-systeem is dus meer dan dubbel zo oud als het zonnestelsel.  De afstand tot de aarde bedraagt 173 (± 27) parsec ofwel 564 lichtjaar.  De schijnbare magnitude of helderheid is 10,96 en de ster kan dus niet met het blote oog waargenomen worden.

## Planetair systeem
Volgens de gangbare nomenclatuur voor exoplaneten krijgt de eerst ontdekte planeet de letter b achter de naam van de ster.  Hier dus Kepler-10b.  Bij de aankondiging in 2011 was het de eerste geïdentificeerde rotsachtige planeet buiten het zonnestelsel.  De planeet is 3,33 (±0,49) maal zwaarder dan de aarde en de diameter bedraagt 1,47 +0,03 −0,02 maal deze van de aarde.  Haar afstand tot Kepler-10 is 0,01684 astronomische eenheden (AU) en de omwentelingstijd is 0,8375 dagen.  Dit is vergelijkbaar met de planeet Mercurius die om de zon draait op een afstand van 0,3871 AU elke 87,97 dagen.  Omdat beide planeten zich zo dicht bij hun ster bevinden, hebben zij praktisch een circulaire baan.
Kepler-10c werd ook ontdekt door de Keplermissie. Diens massa is 17,2 ± 1,9 maal groter dan de aarde en de diameter is 2,35 keer die van de aarde. In 2014 was het de grootst bekende rotsachtige exoplaneet. Zij zou rond Kepler-10 wentelen op 0,24 AU elke 45,29 dagen.